# Cligneux
Cligneux – rzeka we Francji, przepływająca przez teren departamentu Nord, o długości 11,5 km. Stanowi dopływ rzeki Sambry.